# Копіє (спис)

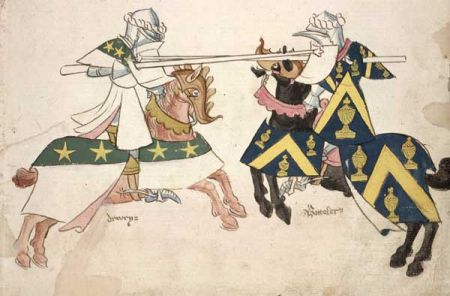
Зображення турнірного двобою.

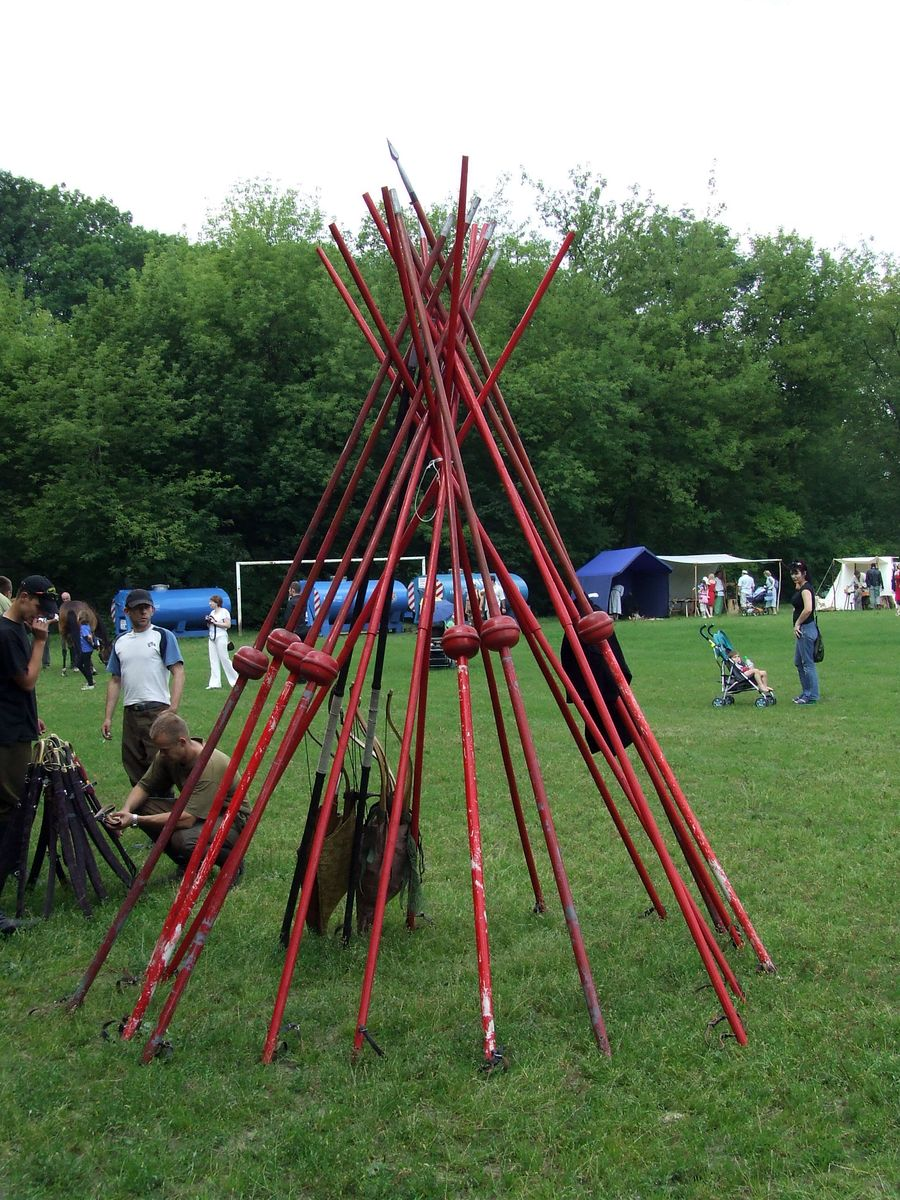
Репліки гусарських копий.

Копия́ або копіє (пол. kopia, англ. lance) — різновид списа, що використовувався кіннотою; традиційна зброя європейських лицарів, а також крилатих гусарів.
Вершник тримав копию під пахвою та атакував противника в галопі. Розвиток цієї техніки бою став можливий завдяки появі стремен та сідел з високою лукою.
Турнірні копиї значно відрізнялися від призначених для війни. У турнірному двобої головною метою було розбиття копиї об щит або броню супротивника. Тому турнірний варіант мав задля безпеки тупий кінець. Також такі копиї часто робили порожнистими, що дозволяло їх легко ламати.
Копия широко застосовувалася з XII по XVI століття в Західній Європі[джерело?] та до XVIII століття у Східній. На початку XVI століття цей вид зброї починає зникати з поля бою разом з лицарською кіннотою, що втрачає своє значення через розвиток вогнепальної зброї та кращу організацію піхоти. Проте XVI столітті турніри все ще популярні, а участь у них починає брати заможне міщанство.
Ця зброя дозволяла вершнику зробити дуже потужний удар, проте була одноразовою, адже ламалася об супротивника. Тому в деяких битвах після першої сутички лицарі поверталися за новими копиями й знову сходилися — і так кілька разів. В інших випадках лицарі продовжували бій на булавах, клевцях, рідше — на мечах, які не завжди пробивали обладунок інших лицарів.
Довжина лицарської копиї сягала 4,5 м[джерело?], з яких товща тильна частина, що була противагою, становила приблизно 1/4. Для захисту руки місце хвату закривав маленький круглий щиток. У XV столітті з'являються спеціальні петлі для підтримування важкої зброї.
Найдовшими були гусарські копиї — від 4,5 м до 6,2 м. Замість щитка вони мали так зване «яблуко», а на кінці — вимпел довжиною 2,5 м. Копия була єдиним спорядженням крилатого гусара, що купувалось за кошт польського короля.
Цей різновид списа використовувався і в Московському царстві, де вважався зброєю знаті, на відміну від коротшої «козацької» рогатини.